# Viltspårhund
För andra betydelser, se Viltspårhund (olika betydelser).
För andra betydelser, se Blodspårhund.

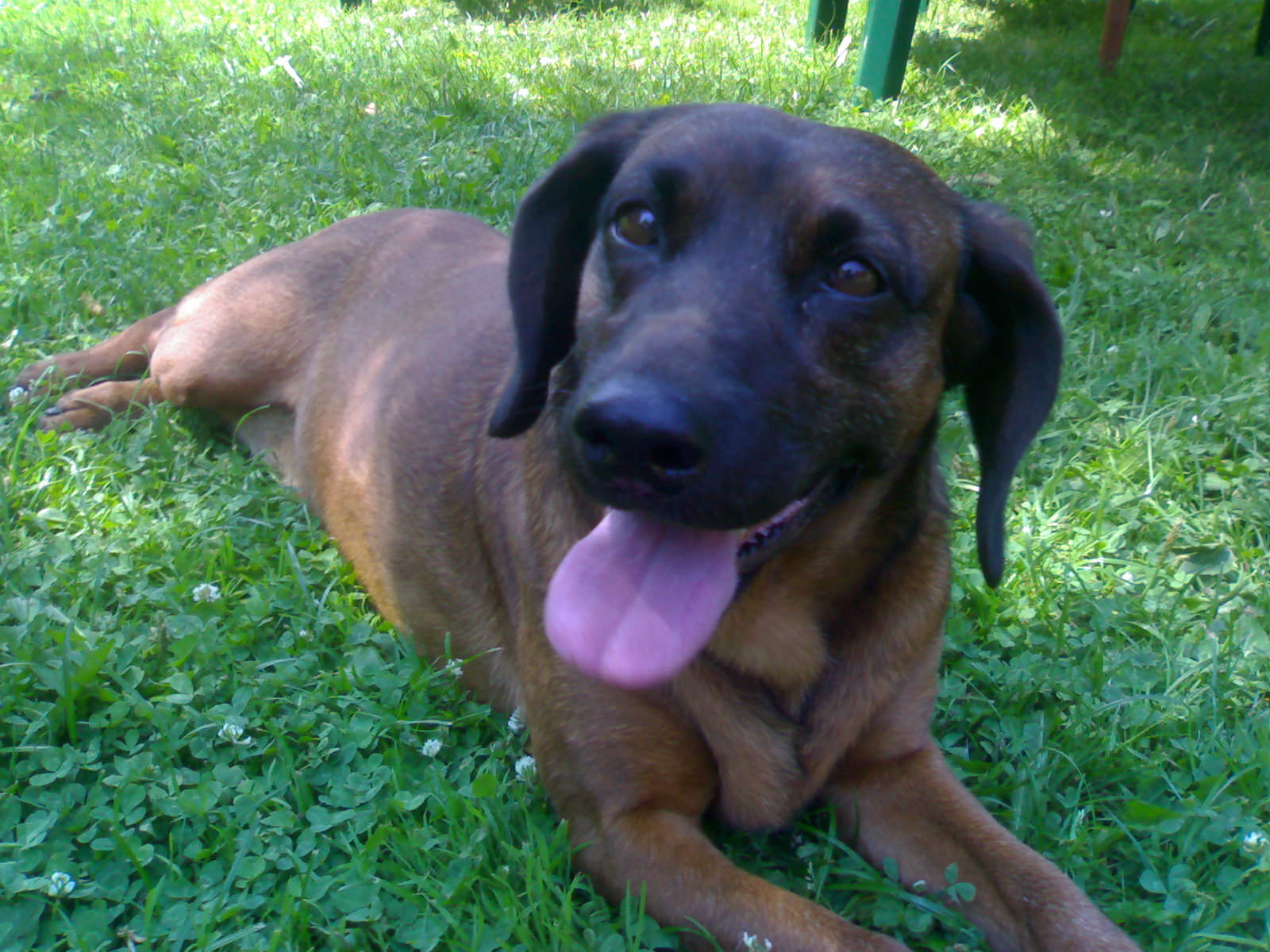
Bayersk viltspårhund.

Viltspårhundar (på tyska Schweißhunde, efter att de söker blodspår) är en grupp jakthundar som avlats fram som eftersökshundar. Enligt den internationella kennelfederationen Fédération Cynologique Internationales (FCI) indelning utgör de sektion 2, viltspårhundar, i grupp 6 drivande hundar, samt sök- och spårhundar. I gruppen ingår endast tre hundraser: alpenländische dachsbracke, bayersk viltspårhund och hannoveransk viltspårhund, som alla är braquehundar. De används även till ledhundsjakt på högvilt.
Schweißhunde skall inte förväxlas med schweizerstövare, stövare från Schweiz.